# Hart Crane
Harold Hart Crane (Garretsville, Ohio, 21 de julio de 1899-Golfo de México, 27 de abril de 1932) fue un poeta estadounidense.

## Biografía
Su padre era un próspero hombre de negocios conocido por la invención de unos populares caramelos americanos llamados 'LifeSavers'. Tras el divorcio de sus padres, Crane abandonó la escuela y se trasladó a Nueva York. Entre 1917 y 1924 realizó múltiples viajes de ida y vuelta entre Nueva York y Cleveland, trabajando de manera irregular en muy diversas ocupaciones, alguna de ellas en la factoría perteneciente a su padre: remachador, almacenista, periodista, redactor de anuncios -sin abandonar la poesía, a la que se dedicaba por las noches, bajo la influencia tanto del alcohol como de la música. A partir de 1920, su obra comienza a adquirir cierto reconocimiento (ver más abajo).
Su vida se encontró muy influida por su homosexualidad, y de hecho su preferencia por Nueva York venía en parte por la tolerancia que esta ciudad mostraba por la comunidad gay durante esta época. Sin embargo (y recordando que su madre le inculcó profundamente el cristianismo), siempre se sintió por este motivo un paria con respecto a la sociedad, y se refería a sí mismo como un fracasado. No obstante, aceptó todo esto porque consideraba que era necesario para proseguir su actividad como poeta (como insinúa en el poema Repose of Rivers). Pero incluso este pensamiento fue incapaz de evitar que se sintiera un desgraciado. Por la beca Guggenheim pasó un tiempo en México, época en que se sumió profusamente en la bebida (en ello influyeron las feroces críticas a su obra cumbre, El puente, mencionado más adelante). Solo mantuvo una relación heterosexual, con Peggy Cowley, la mujer de su amigo Malcolm Cowley, y ese período de su vida se consideró bastante estable. Sin embargo, acabaron rompiendo y Crane volvió a mantener relaciones homosexuales. En 1932, cuando se encontraba realizando en barco el viaje de vuelta desde México a Nueva York, trató de establecer relaciones con un marinero, lo cual hizo que la tripulación le pegara una paliza. Convencido definitivamente de que no podía ser feliz debido a su condición de homosexual, se arrojó pocas horas después desde la borda del barco delante de decenas de testigos gritando "¡Adiós a todos!". Su cuerpo nunca fue recuperado; este suicidio inspiró varios trabajos de Jasper Jones (Periscope, Diver) y algunos poemas del poeta y escultor Carl Andre, como "Sónnet on a Drowned Poet" (1959).

## Influencias
Se considera que la influencia más relevante para Crane es la de T. S. Eliot, no tanto como seguidor sino para oponerse a muchos de sus postulados. De hecho, mientras aclama la grandeza de La tierra baldía, también lo define como muerto, y como la negación misma de ciertos espíritus y posibilidades. No estaba de acuerdo con la ironía desesperada que encontraba en los poemas de T. S. Eliot, y con la que le identificaba, y For the marriage of Faustus y Helen es un primer intento de Crane de hacer que el modernismo (corriente que ambos compartían) saliese de esta desesperación. Mientras que T. S. Eliot se dejó arrastrar por las corrientes europeas, Crane se encontraba más a favor de un modernismo propiamente estadounidense (incluyendo no solo la influencia estadounidense, sino también del resto del continente, debido a su estancia en México). De hecho su gran aspiración era un poema épico que representara la síntesis mística de América, aspiración que lograría con El puente, siendo el puente de Brooklyn el punto de partida y vértice simbólico de la obra. También estudió a Marlowe, Donne y Rimbaud y se sintió atraído por Whitman, Melville y Sherwood Anderson.

## Estilo y producción literaria
En su estilo no buscaba una compresión fácil (de hecho, se le reprocha más bien lo contrario), empleando en ocasiones un lenguaje arcaico y excesivamente tradicional.
Entre 1918 y 1925 su estilo adquirió madurez en medio de una serie de tormentosos problemas económicos y emocionales. Es en la primera parte de los años 20 cuando publica en revistas literarias pequeñas pero bien consideradas, y esto conduce a su primera antología, White buildings (1926), que reforzó estos primeros pasos. Esta obra incluye algunos de sus mejores poemas, como For the marriage of Faustus and Helen, y una secuencia de poemas eróticos (Voyages), inspirada por el amor de Crane por un marino mercante danés, Emil Opffer. Pasó el invierno de 1925-26 en una colonia de artistas en Patterson (Nueva York), donde comenzó a escribir su obra cumbre, El puente, que terminó en 1929 y publicó en 1930. Las críticas sin embargo a esta obra fueron muy pobres, y la sensación de fracaso subsiguiente fue la que condujo a Crane a la bebida y a toda la espiral de decadencia posterior. Durante su estancia en México trató fútilmente de realizar un poema sobre la conquista. Un año después de su muerte fueron publicados sus Collected Poems (1933).

## Obra
- White Buildings (1926)
- El puente (título original: The Bridge, 1930)
- The Complete Poems and Selected Letters and Prose (1966)
- O My Land, My Friends: The Selected Letters of Hart Crane (1997)
- At Melville's Tomb (1926)

## Traducciones en español
- Cutty Sark. Poesía Escogida. Hart Crane | Traducción de Rodrigo Arriagada Zubieta | Epílogo de Juan Arabia Fecha de Publicación: agosto de 2020 (Buenos Aires Poetry)[1] ISBN: 9789874197528 .